# Ospedale di San Nicolao di Pietra Colice
Il complesso denominato ospedale di San Nicolao di Pietra Colice è un'area archeologica, tuttora in fase di studio, situata sul monte San Nicolao, nel comune di Castiglione Chiavarese, in prossimità del passo del Bracco. La zona si trova a cavallo tra le provincie di Genova e della Spezia, in prossimità del confine con i comuni di Deiva Marina e di Moneglia. 

L'area si sviluppa attorno ad una chiesa risalente al XII-XIII secolo, e ad un hospitale risalente al XIV secolo, ma edificato sui resti di un edificio più antico.

## Posizione
Il monte San Nicolao si trova in una zona attraversata da una fitta rete di antichissime vie di comunicazione, tra cui la principale è senz'altro la via romana Aemilia Scauri, della quale nella zona sono ancora oggi riconoscibili abbondantissime tracce, evidenziate tra l'altro dai resti di alcuni antichi ponti in prossimità del passo del Bracco. 

Dal tracciato dell'antica via Aemilia Scauri, nel punto da alcuni identificato come Fontana pigugiusa, si snoda un sentiero attualmente classificabile come mulattiera, che conduce alla vetta del monte San Nicolao. 
Un'altra via di comunicazione è costituita da una mulattiera che, partendo da Castiglione Chiavarese, attraversa la vallata con un percorso di crinale che interseca il punto panoramico detto cima Stronzi, posto a poche centinaia di metri dal monte San Nicolao. 

Un aspro sentiero, che si snoda lungo le pendici del monte Pietra di Vasca costeggiando diverse costruzioni diroccate (un tempo adibite alla essiccatura delle castagne), collega inoltre l'area archeologica alla sottostante zona denominata Vasca, tra le cui pertinenze è presente l'antico abitato di Anteggi, oggetto di indagine archeologica negli anni settanta del Novecento.
Indagini archeologiche del sito sono state condotte da Leopoldo Cimaschi (1956/58), Alessandra Frondoni (1998), Fabrizio Benente (2001-2008) e Nadia Campana (2014/15).
L'area archeologica si trova a 792 m.s.l., in una radura angusta e alquanto accidentata poco sotto la vetta del San Nicolao. Partendo dal versante opposto, la vetta è raggiungibile anche mediante una più recente strada asfaltata, che si stacca dalla strada statale 1 Via Aurelia tra il passo del Bracco e la località La baracca.

## L'area archeologica

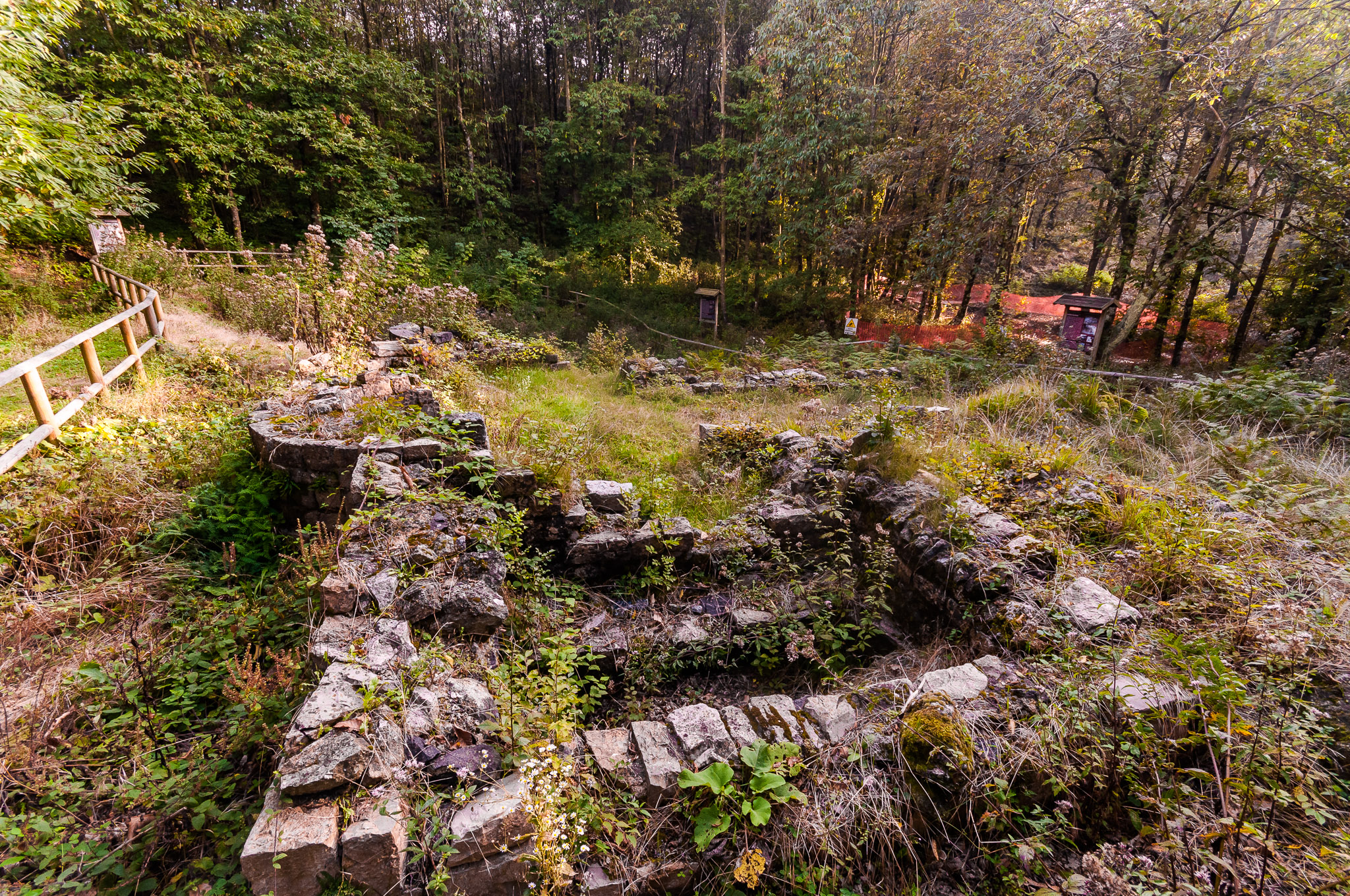
Il sito nel 2014

L'area si presenta oggi allo stato di rovina; tuttavia l'osservazione anche superficiale del complesso permette di apprezzare la presenza di due elementi architettonici principali: un edificio di culto ad una navata, ed un edificio al suo fianco, identificabile come l'hospitale vero e proprio, ovvero un luogo di ricovero per pellegrini, poveri e viandanti.
La chiesa, edificata in piccoli blocchi di pietra calcarea non locale, era caratterizzata da una pianta a "T", nella quale il transetto si componeva di tre absidi; gli scavi effettuati negli anni cinquanta del XX secolo da Leopoldo Cimaschi hanno portato alla luce resti di pavimentazione, nonché, negli absidi laterali, i resti di due grezzi altari. Un particolare di interesse è dato dalla presenza di una struttura rettangolare in muratura, realizzata a contatto del lato nord del transetto, e la cui funzione resta tuttora poco chiara (si trattava forse un campanile). 

Le indagini archeologiche hanno permesso di portare alla luce numerose inumazioni risalenti al periodo tra il XIII ed il XV secolo, localizzate sia al di sotto delle strutture in muratura, sia nella zona di terreno libero alle spalle del transetto; recentissime (aprile 2015) analisi scientifiche sui resti di alcuni degli individui inumati nei pressi della chiesa, hanno evidenziato che, in almeno 3 casi (una donna recante un feto in grembo, e due bambini, rinvenuti tutti insieme in una sepoltura collettiva), la causa del decesso è ascrivibile alla peste.
L'hospitale, situato a sud della chiesa e nelle sue immediate adiacenze, è un edificio suddiviso in tre ambienti principali, per il quale inizialmente (a seguito degli scavi di Cimaschi) venne ipotizzata la funzione di xenodochio. Il materiale usato in questo caso è la pietra locale, spaccata e messa in opera con malta. L'indagine archeologica ha permesso di evidenziare che, anche se l'edificio tripartito è databile attorno al XIV secolo, tuttavia lo stesso appare costruito sopra ai resti di strutture antecedenti.
Tra i vari reperti rinvenuti nell'area, sono comprese monete di vario tipo e provenienza, suppellettili da cucina, piccoli oggetti di uso quotidiano come dadi da gioco, e parti di armi (punte di freccia e di verrettone, oltre che la noce di una balestra, particolari che suggeriscono una frequentazione anche militare del sito).
L'area archeologica risulta attualmente circondata da una moderna palizzata in legno, in modo da garantirne la fruizione attraverso una visione ottimale; numerosi cartelloni tematici, contenenti descrizioni minuziose degli scavi e ricostruzioni degli ambienti originari, sono distribuiti lungo tutto il percorso. Nella zona prospiciente gli scavi sono inoltre presenti aree di sosta, con tavoli e panche. L'insieme di tali caratteristiche rende l'area particolarmente adatta alle visite guidate da parte di scolaresche. Grazie alle recenti campagne di scavo, l'area si trova attualmente (2016) in buone condizioni; tuttavia la sospensione degli studi sul campo pregiudica inevitabilmente lo stato di conservazione dei manufatti.

## Storia

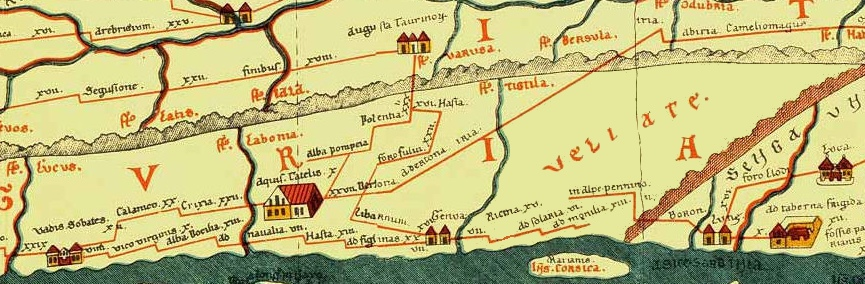
Particolare della Tabula Peutingeriana. È visibile il toponimo "In alpe pennino", zona di valico tra Levante ligure e Lunigiana.

Anche se gli strati immediatamente superficiali del sito sono ascrivibili al periodo medievale, la frequentazione del sito di San Nicolao risale perlomeno al 4000 a.C., come dimostrato dalle analisi al radiocarbonio condotte sugli strati inferiori. 
In particolare, le varie campagne di scavo effettuate hanno portato alla luce, nel settore meridionale, depositi ben anteriori: le campagne di scavo del 2007 e 2008 hanno infatti evidenziato, sopra ad uno strato databile tra il XII ed il XIII secolo, stratigrafie risalenti al III - I secolo a.C., come rappresentato da frammenti di anfore ed altre evidenze (tra le quali una moneta romana di età repubblicana).
Tracce di frequentazioni ancora antecedenti sono state rinvenute nello strato inferiore, con la scoperta di buche di palo e fossati, oltre che reperti litici e frammenti ceramici (tra i quali particolarmente indicativi alcuni frammenti di ceramica campaniforme), elementi che fanno risalire la frequentazione ad un periodo compreso tra il 2.500 ed il 2.200 a.C.

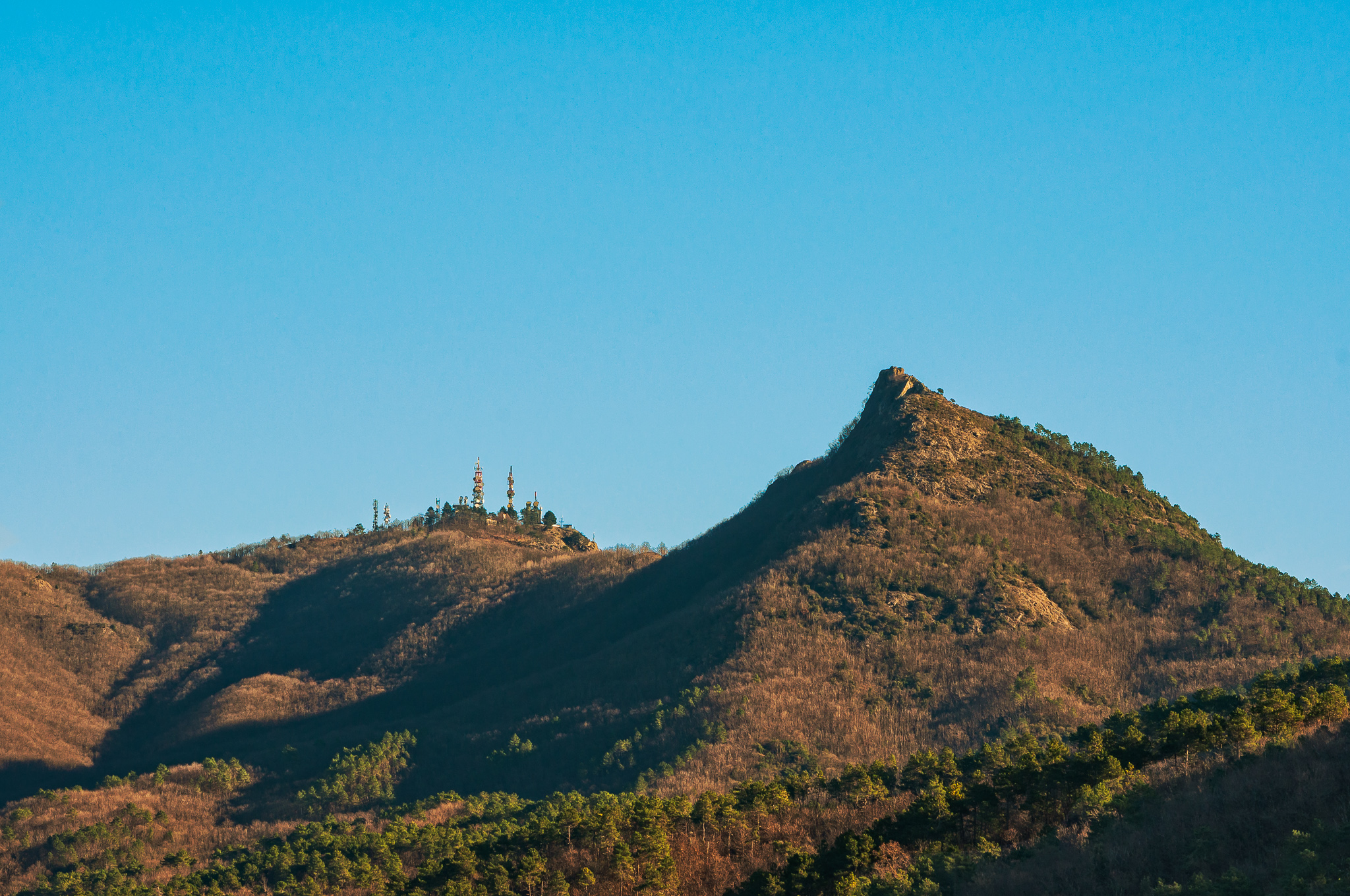
In primo piano il monte Pietra di Vasca, una delle possibili localizzazioni del toponimo In alpe pennino. Sullo sfondo il monte San Nicolao.

Infine, ispezioni effettuate nello strato ulteriormente inferiore hanno portato alla luce alcune fosse contenenti tracce di combustione e pietrisco calcinato dal calore; anche se l'uso di tali fosse può essere interpretato in diversi modi, la datazione al radiocarbonio ha permesso di fare risalire questo episodio di frequentazione ad un'epoca stimata approssimativamente al 4.000 a.C..
Il toponimo di Pietra Colice (o Corice) è menzionato già nel 774, in un atto che sancisce la cessione, da parte di Carlo Magno, di alcune proprietà terriere in Liguria a favore del monastero di San Colombano di Bobbio. Alcuni studiosi hanno ritenuto, inoltre, di collegare il sito all'antico toponimo "In alpe pennino", indicato nella Tabula Peutingeriana, ma sul punto, come sull'eventuale presenza di una mansio romana nella zona poi occupata dall'hospitale, permangono ancora dubbi.
La prima testimonianza scritta di un insediamento religioso nella zona risalirebbe invece al 1160, quando in un documento si citano alcuni terreni, situati nell'area di Lavagna, un tempo appartenuti ad una tale "Gisle monache de Petra Colexi". Permangono tuttavia, anche in questo caso, dubbi causati dalla mancanza di ulteriori specificazioni. A partire dal XIII secolo l'hospitale di San Nicolao e la chiesa ad esso adiacente vengono citato in molteplici documenti, generalmente di natura commerciale o religiosa. 
Attorno al XIII secolo la vetta del monte San Nicolao viene fortificata dalla Repubblica di Genova, come attestato da documenti del 1245 (dove viene citata la rocca Petrecodicis) e del 1250 (castrum Petrecolices); indagini archeologiche in tal senso appaiono oggi problematiche, dal momento che la sommità del monte attualmente è occupata da un vasto complesso di installazioni per telecomunicazioni, con annesso un presidio militare ed edifici di servizio.

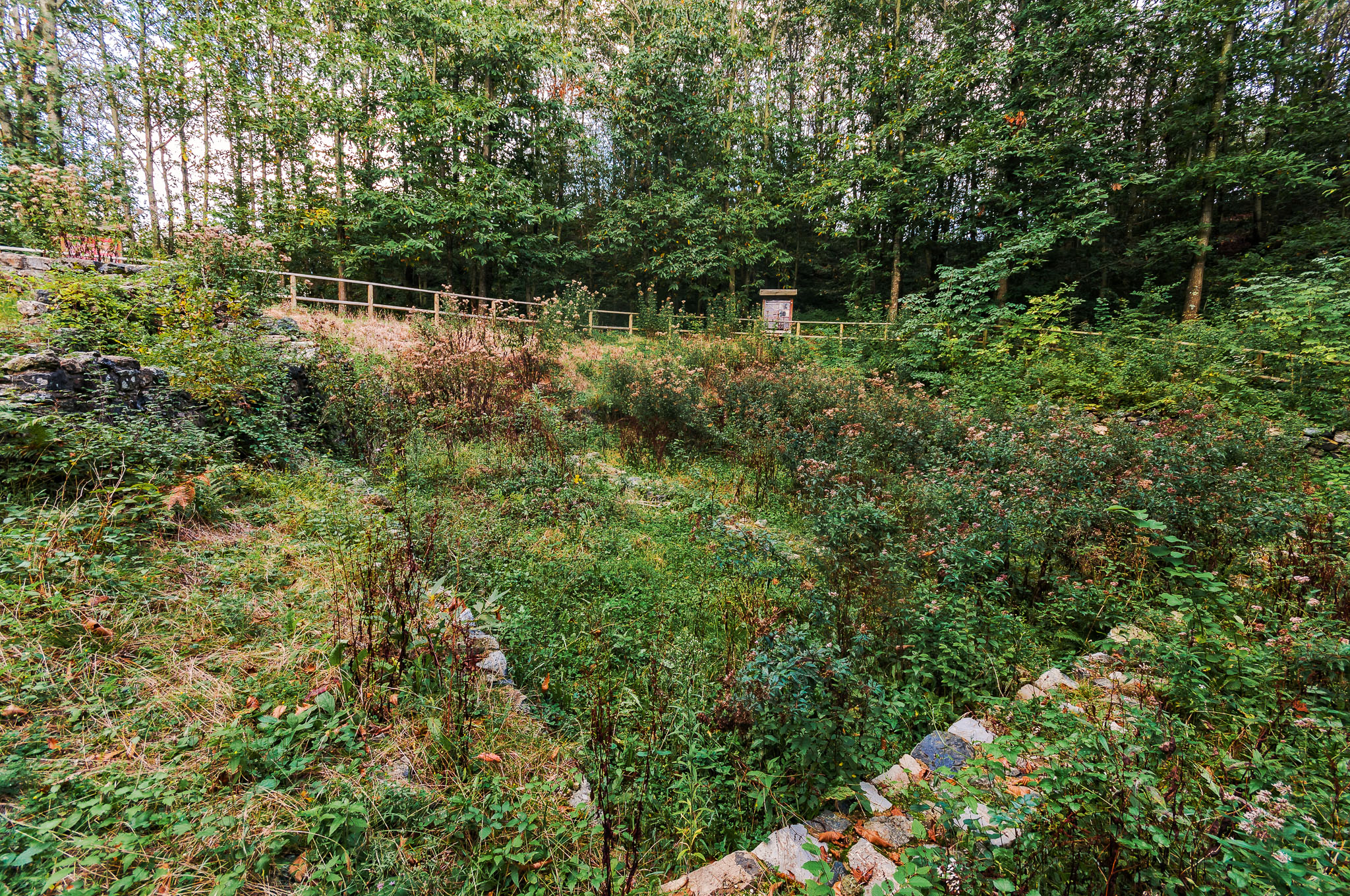
La zona occupata dall'edificio dell'hospitale

Dal 1256 fino a circa la metà del XVI secolo la zona ricade sotto la giurisdizione della chiesa di San Salvatore di Lavagna (sotto l'autorità politica della famiglia Fieschi). 
Tuttavia, già a partire dalla metà del Quattrocento esistono prove documentali di una fase di abbandono, durante la quale il complesso perde la sua funzione, fino a divenire un mero punto di riferimento geografico negli atti di passaggio tra un'autorità e l'altra. A seguito della morte dell'ultimo rettore dell'ospedale, il complesso passa, nel 1577, sotto la giurisdizione dell'autorità ecclesiastica di Genova. 

Cronache di poco successive (1590) descrivono il complesso, posto lungo la via romea ed ai confini della podesteria di Castiglione Chiavarese, come già in fase di quasi completa decadenza, avendo mantenuto soltanto il coro integro; le stesse fonti riportano che il luogo è divenuto nel frattempo covo di fuorilegge, particolare che si inquadra nell'antico fenomeno del brigantaggio sul passo del Bracco. 
Pur in assenza di testimonianze scritte, l'utilizzo ai fini di culto della chiesa di San Nicolao appare attestato fino al XVIII secolo, quando, in occasione della raccolta stagionale delle castagne, il luogo veniva ancora utilizzato per la celebrazione delle funzioni ad uso dei raccoglitori (a testimonianza, tra l'altro, della capitale importanza che rivestiva, nell'economia dei luoghi, tale attività); tuttavia, dal momento che i proprietari dei vasti castagneti presenti nella zona di Vasca non garantirono un regolare contributo economico per il mantenimento della struttura, questa venne definitivamente abbandonata dal clero.